# Transavia

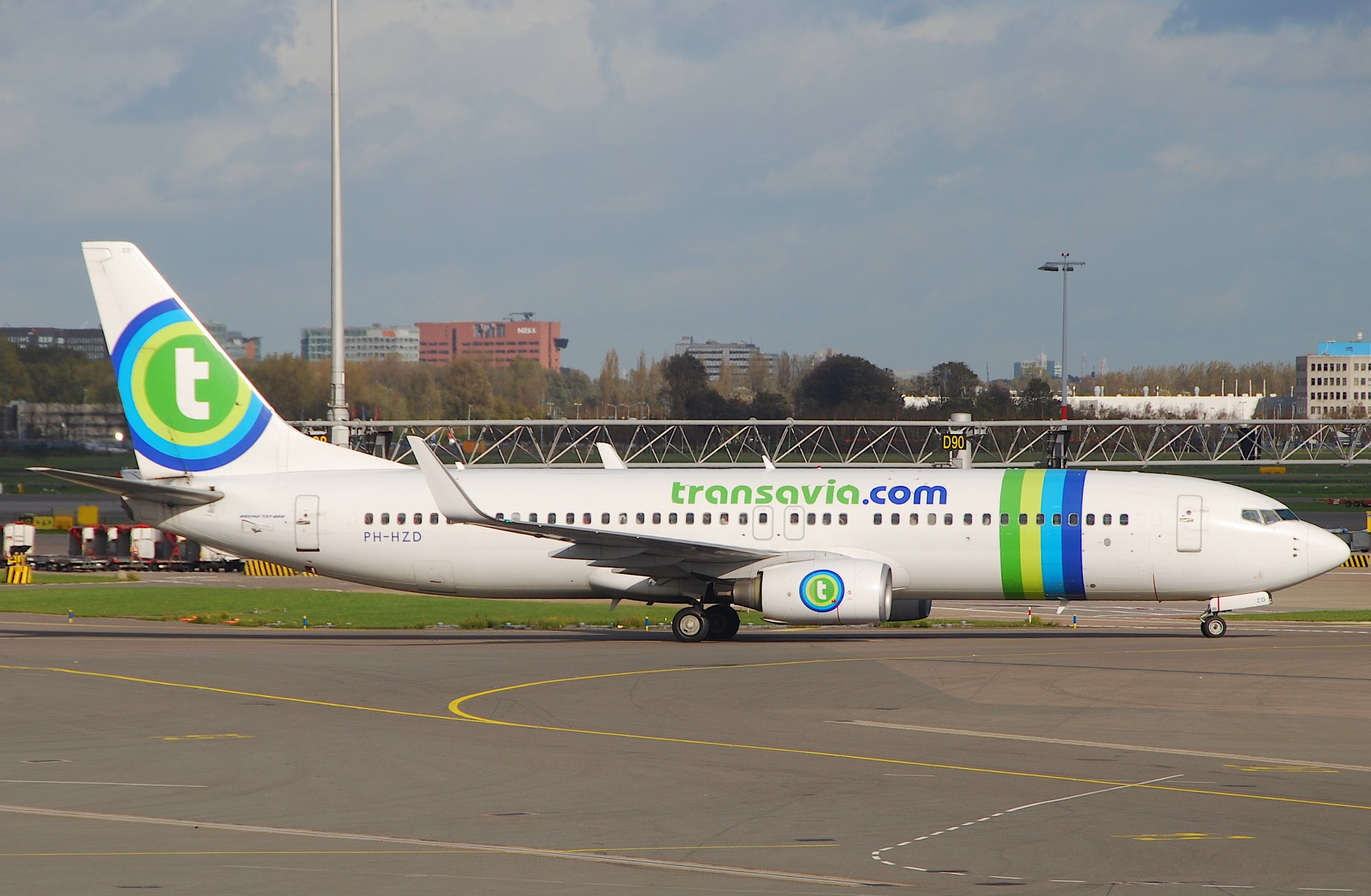
Boeing 737-800

A Transavia é uma companhia aérea de baixo custo holandesa operando como uma empresa independente do grupo Air France-KLM. Tem uma filial francesa, Transavia France.

## História
A Transavia foi fundada no final de 1965, sob o nome Transavia Limburg NV por um belga e um investidor privado escocês. Em 14 de Novembro de 1966, foi concedida a licença para operar voos charter do Aeroporto Amsterdam Schiphol. Em 16 de Novembro de 1966, o primeiro voo comercial teve lugar sob o novo nome da Transavia Holland. Em 1991 a companhia celebrou o seu 25º aniversário, e passou a ser subsidiária da KLM.
Em Dezembro de 2004, a companhia aérea deixa de operar com os nomes Transavia Airlines e Air Basiq, e fundiu esses nomes para a nova marca transavia.com. O motivo foi que o site tornou-se tão importante para a empresa que queria colocar isso na expressão de nome. Em 2015 o seu nome passa de transavia.com para Transavia. 
A Transavia fez Amsterdam Schiphol como seu aeroporto de origem e transporta cerca de 4,5 milhões de passageiros por ano para destinos na Europa e África. A frota é composta exclusivamente por aeronaves Boeing 737 da nova geração.
Sua base está localizada no Aeroporto Internacional de Amsterdão Schiphol, enquanto seu outro centro de operação é o Aeroporto de Roterdão. A Transavia opera voos regulares e charter para locais turísticos. A companhia aérea franco-holandesa Air France-KLM planeia investir €1 bilhão para fortalecer a sua marca de baixo custo.

## Presença em Portugal
Em Maio de 2016 a Transavia serve desde Lisboa os aeroportos de Amesterdão, Eindhoven, Paris-Orly, Lyon, Nantes e Rotterdam. Desde Porto os aeroportos de Amesterdão, Paris-Orly, Nantes, Lyon e Funchal. Desde Faro os aeroportos de Groningen, Amesterdão, Roterdão, Eindhoven, Paris-Orly, Lyon, e Nantes. Desde o Funchal, os aeroportos de Amesterdão, Paris-Orly, Nantes, Lyon e Porto. Na altura de verão serve Porto Santo. Em 2018 a Transavia afirmou ter interesse em começar a operar para os Açores, em breve, anunciando uma rota direta. A Transavia também afirmou ter interesse em abrir um Hub de operação em Portugal e adicionar uma cidade foco, tendo designado Lisboa e Faro, respectivamente, para o efeito. 
Com aumento de 13% em passageiros transportados em Portugal, para 2,5 milhões em 2017, a Transavia prevê aumentar a sua oferta para um total de 2,9 milhões de lugares nas rotas portuguesas em 2018 – mais 11% do que em 2017.

## Frota
Em 2018 a frota da Transavia é constituída por:
| Tipo de Avião  | Ativos | Assentos | Encomendas | Notas |
| -------------- | ------ | -------- | ---------- | --- |
| Boeing 737-700 | 8      | 149      |            | Serão trocados por Boeings 737-800 em 2020                                                                                      |
| Boeing 737-800 | 82     | 189      |            | 32 a operar na Transavia France. 9 Alugados á companhia aérea Gol Linhas Aéreas Inteligentes 4 a operar na Sun Country Airlines |

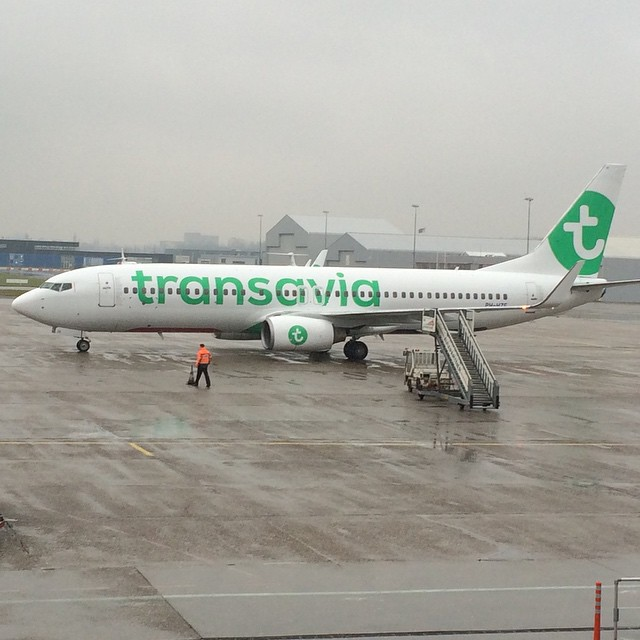
Boeing 737-800 com a nova pintura

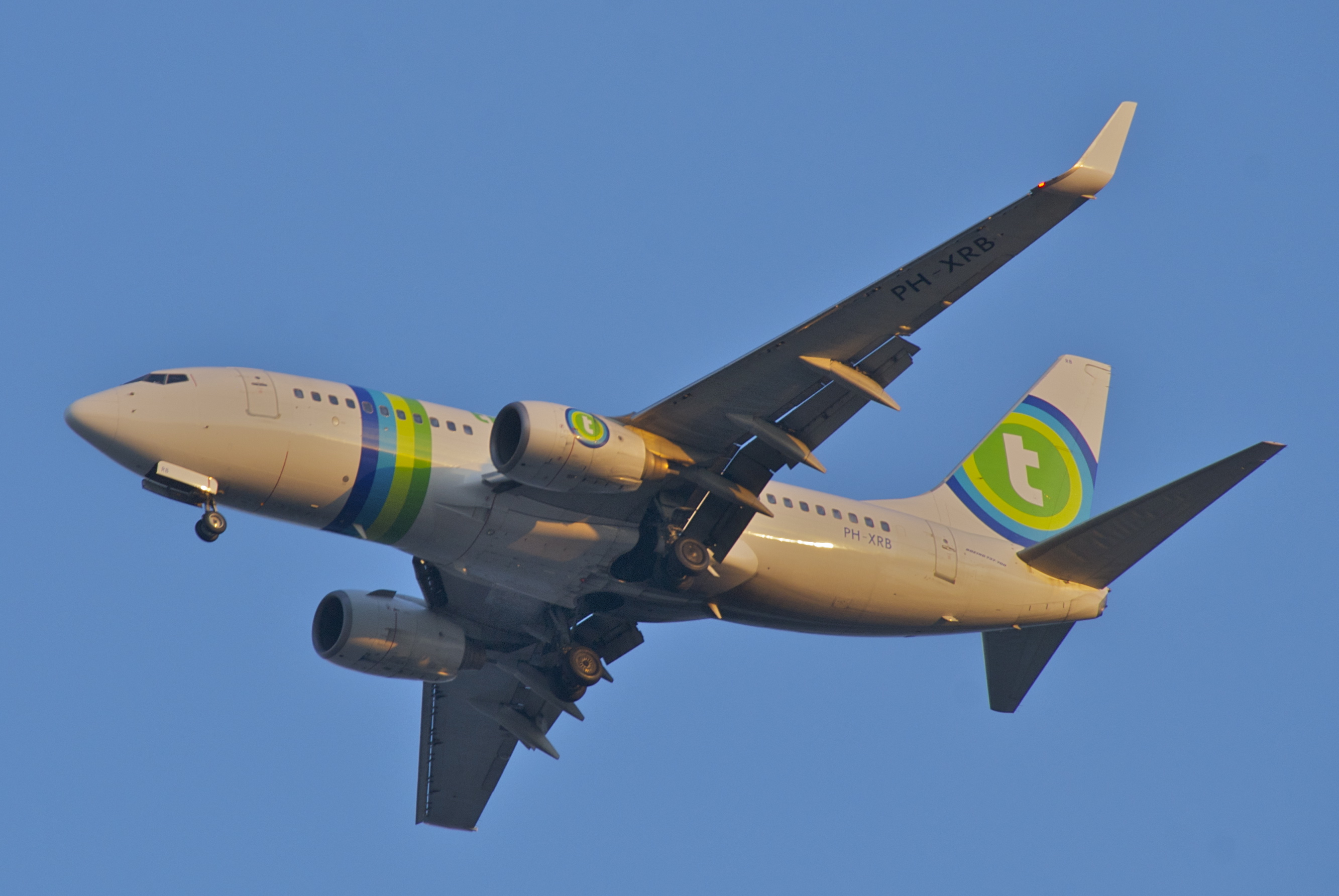
Boeing 737-700 com a pintura antiga

| Total:         | 90     | ---      |            | --- |